# Chet
Chet (hebrejsky חת‎, חֶת‎) je osmé písmeno hebrejského písma. Vychází z fénického písmene 𐤇, ze kterého pochází i řecká éta (Η/η). Obvykle se čte jako [ch].
V jazyce starých beduínů znamená chet plot. V tradiční hebrejštině je pak chet vykládán jako zajin a vav spojený jodem – základem všech hebrejských písmen. Symbolicky tedy vav (cesta) a zajin (pravda) představují písmeno chet jako život.

## Význam v hebrejštině
V moderní hebrejštině se čte jako neznělá velární frikativa [ch] (x, IPA 140).
Ve vokalizovaném textu se při vyskytnutí חַ na konci slova čte „a“ před souhláskou, např. רוּחַ‎ [rúach] – vítr, duch.

## Číselný význam
V systému hebrejských číslic má číselný význam 8.

## Obrázky

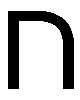
Chet napsané hebrejským bezpatkovým písmem
Písmeno chet napsané psací kuzívou
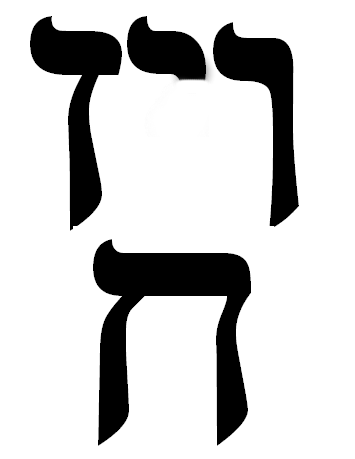
Písmeno chet prý vzniklo spojením vavu, jódu a zajinu